# Elophos mauricauda
Elophos mauricauda là một loài bướm đêm trong họ Geometridae.